# Slavko Dujmović
Slavko Dujmović, hrvatski književnik. Rodio se u Kaknju. Prvu samostalnu zbirku pjesama objavio je 2014. godine. Nosi naslov "Fragmenti jednog puta". Objavio ju je u Zagrebu. Pjesme iz zbirke nastale su unutar tridesetak godina, od 1982. do 2014. godine. Karakterizira ih da skoro gotovo sve umjesto naslova imaju nadnevak svoga nastanka. Dujmović piše jednostavnim i prisnim lirskim izričajem, kondenziranih i sažetih stihova. U njima ispovijeda bremenito životno iskustvo i dojmove jednoga puta. Misli su mu koncizne i jasne, o egzistenciji, protoku vremena, prijateljstvu, smislu života, vječnim temama postojanja i čovjekovim nedoumicama i iskonskom njegovom strahu pred njima, smrti, pravdi, ljepoti, ljubavi, istini, Bogu, položaju čovjeka u univerzumu, nadi...